# Кучеренко, Евгения Маркияновна
Евге́ния Маркия́новна Кучере́нко (27 декабря 1922, Качановка, Хмельницкий район — 29 декабря 2020, Львов) — советский и украинский педагог, кандидат педагогических наук (1972).

## Биография
Родилась 27 декабря 1922 года в селе Качановка (ныне Хмельницкого района Винницкой области). Украинка.
В 1946 году окончила Винницкий педагогический институт.
С момента его окончания работала учительницей украинского языка и литературы в средней школе № 74 города Львова (пгт Рудно, Железнодорожный район).
Член КПСС с 1970 года.

## Научная деятельность
Автор методических пособий для учителей:
- «Развитие речи на уроках литературы в пятом классе» (1965).
- «Развитие речи на уроках литературы в 4—5 классах» (1976).
- Соавтор (с А. М. Бандурой) учебника «Українська література для п’ятого класу» (1967). 13 декабря 1977 года 8-е издание учебника отмечено Государственной премией УССР в области науки и техники[1].

## Награды
- Медаль «Серп и Молот» (1 июля 1968);
- Орден Ленина (1 июля 1968);
- Государственная премия УССР в области науки и техники (1977).